# Cầu Gimpo
Cầu Gimpo  là cầu bắt qua Sông Hán, Hàn Quốc, và nối thành phố Gimpo và Goyang. Cây cầu là một phần của cao tốc vành đai Seoul.